# 1872 in Zwitserland
Dit artikel beschrijft het verloop van 1872 in Zwitserland.

## Ambtsbekleders
De Bondsraad was in 1872 samengesteld als volgt:
| Naam | Naam                         | Partij    | Kanton       | Functie |
| ---- | ---------------------------- | --------- | ------------ | --- |
|      | Emil Welti                   | radicalen | Aargau       | Bondspresident in 1872; hoofd van het Departement van Politieke Zaken                                                            |
|      | Paul Cérésole                | radicalen | Vaud         | Vicebondspresident in 1872; hoofd van het Departement van Militaire Zaken                                                        |
|      | Jakob Dubs                   | radicalen | Zürich       | Hoofd van het Departement van Binnenlandse Zaken (tot 12 juli 1872)                                                              |
|      | Jean-Jacques Challet-Venel   | radicalen | Genève       | Hoofd van het Departement van Posterijen                                                                                         |
|      | Melchior Josef Martin Knüsel | radicalen | Luzern       | Hoofd van het Departement van Justitie en Politie                                                                                |
|      | Wilhelm Matthias Naeff       | radicalen | Sankt Gallen | Hoofd van het Departement van Handel en Douane                                                                                   |
|      | Karl Schenk                  | radicalen | Bern         | Hoofd van het Departement van Financiën (tot 12 juli 1872) Hoofd van het Departement van Binnenlandse Zaken (vanaf 12 juli 1872) |
|      | Johann Jakob Scherer         | radicalen | Zürich       | Hoofd van het Departement van Financiën (vanaf 12 juli 1872)                                                                     |

De Bondsvergadering werd voorgezeten door:
| Naam | Naam                 | Partij              | Kanton       | Functie                                                       |
| ---- | -------------------- | ------------------- | ------------ | ------------------------------------------------------------- |
|      | Rudolf Brunner       | radicalen           | Bern         | Voorzitter van de Nationale Raad (tot 29 mei 1872)            |
|      | Charles Friderich    | gematigde liberalen | Genève       | Voorzitter van de Nationale Raad (van 1 tot 20 juli 1872)     |
|      | Daniel Wirth         | gematigde liberalen | Sankt Gallen | Voorzitter van de Nationale Raad (van 3 tot 24 december 1872) |
|      | Augustin Keller      | radicalen           | Aargau       | Voorzitter van de Kantonsraad (tot 29 mei 1872)               |
|      | Johann Karl Kappeler | radicalen           | Thurgau      | Voorzitter van de Kantonsraad (van 1 tot 20 juli 1872)        |
|      | Jules Roguin         | gematigde liberalen | Vaud         | Voorzitter van de Kantonsraad (van 2 tot 24 december 1872)    |

## Gebeurtenissen

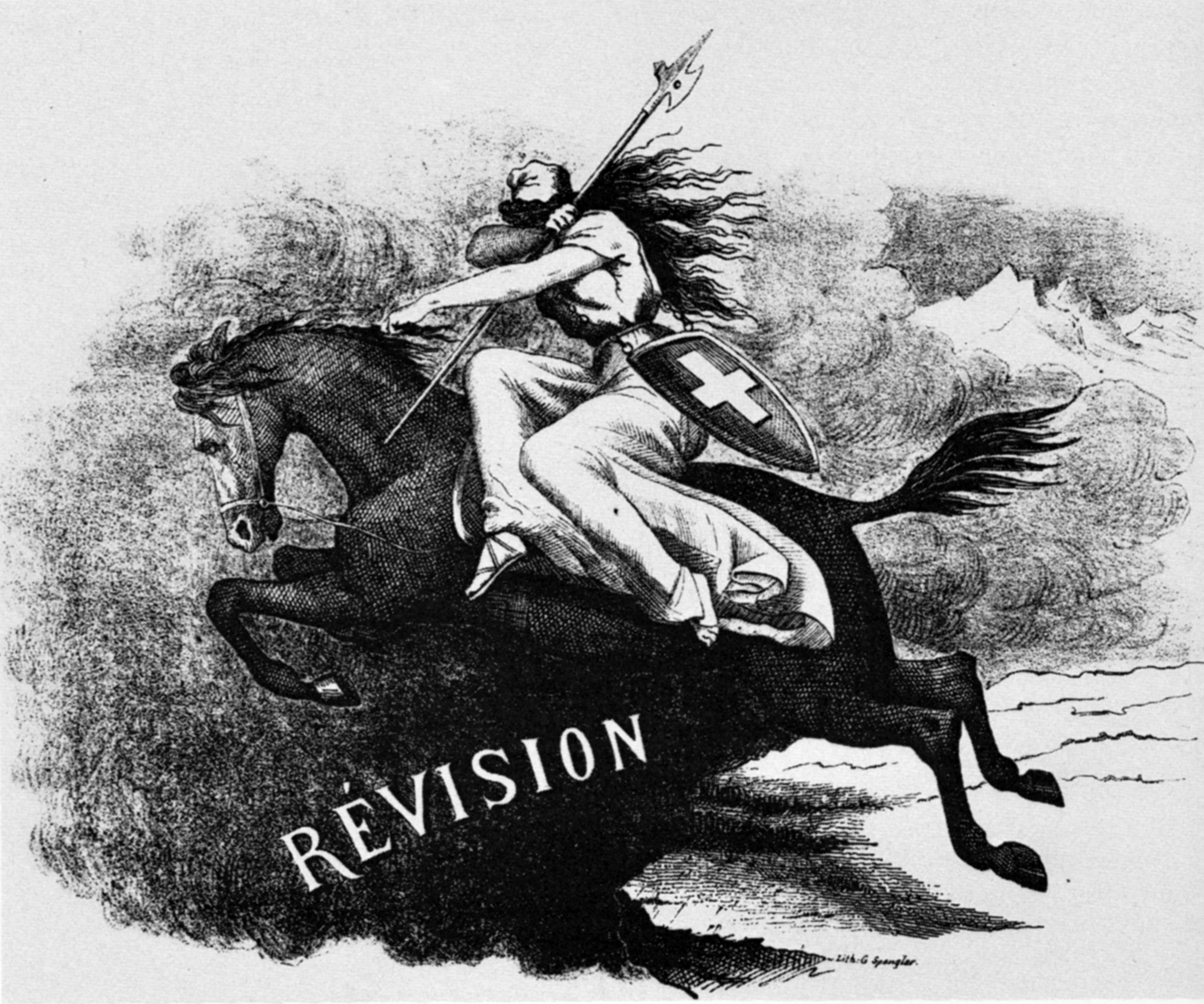
Sprung in den Abgrund. Tekening tegen de volledige herziening van de Zwitserse Grondwet uit 1872.

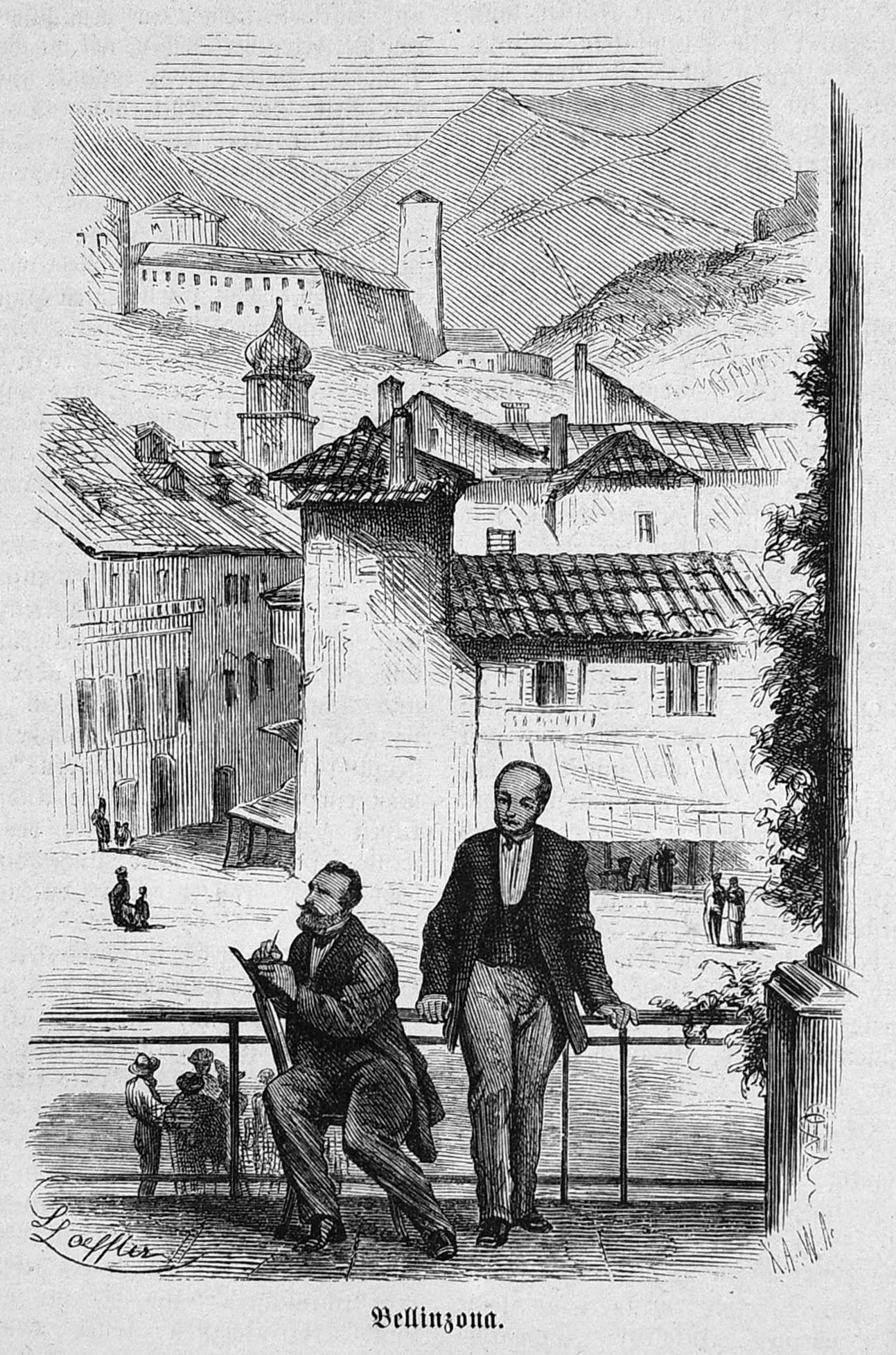
Bellinzona (kanton Ticino) in 1872.

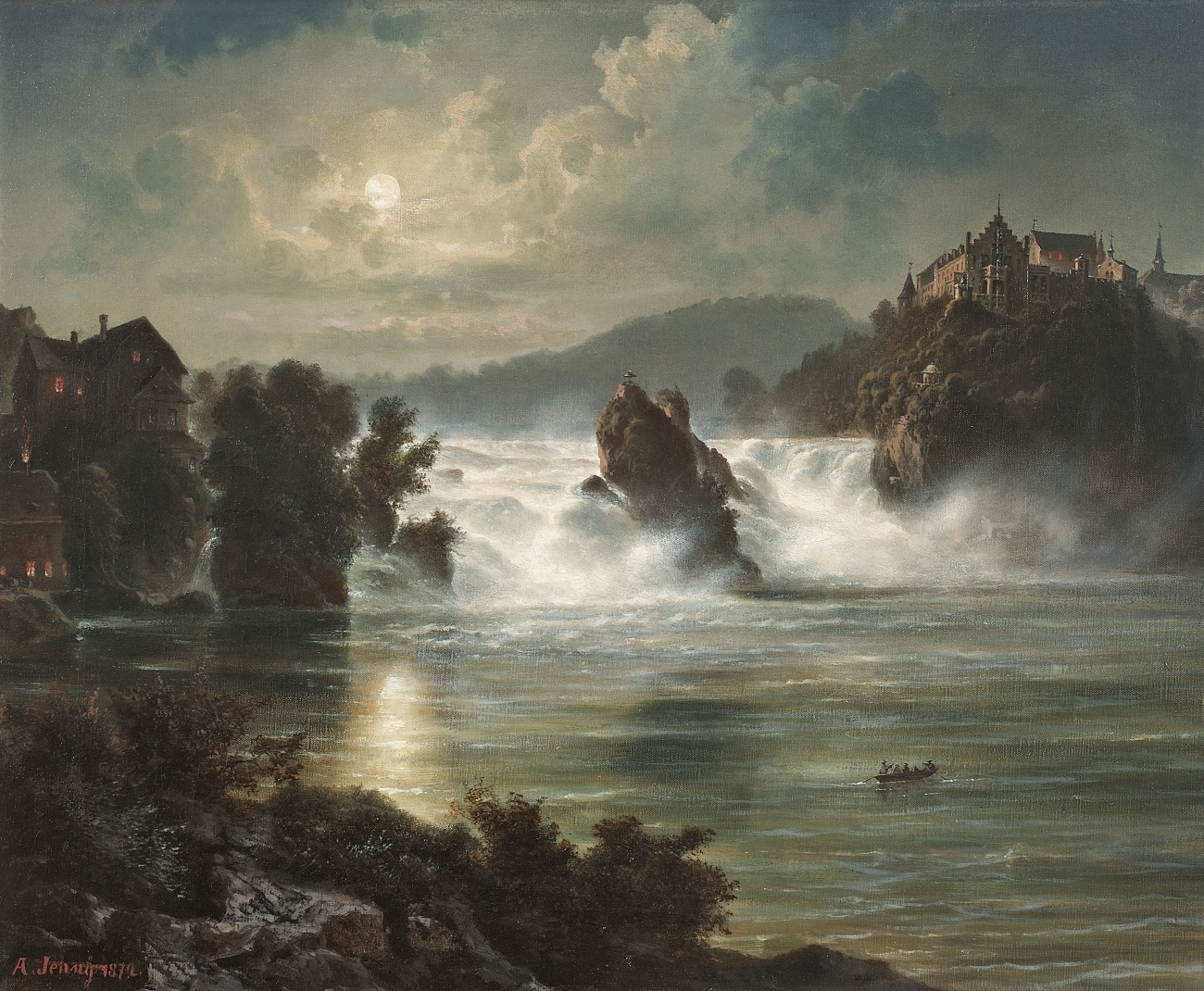
Rheinfall in Schaffhausen, schilderij van Arnold Jenny uit 1872.

### Februari
- 12 februari: Oprichting van de Basler Bankverein, die later zou opgaan in Schweizerischer Bankverein, later UBS.

### Maart
- 5 maart: De Bondsvergadering keurt een volledige herziening van de Zwitserse Grondwet goed.

### Mei
- 12 mei: Bij het Zwitsers grondwettelijk referendum van 1872 verwerpt de Zwitserse bevolking de nieuwe Grondwet, met 260.859 stemmen (50,5%) tegen 255.609 (49,5%).

### Juni
- 8 juni: Opening van het Rätisches Museum in Chur (kanton Graubünden).

### Juli
- 12 juli: Na het ontslag van Bondsraadslid Jakob Dubs wordt bij de Zwitserse Bondsraadsverkiezingen van juli 1872 Johann Jakob Scherer verkozen tot nieuw lid van de Bondsraad.
- 20 juli: De spoorwegmaatschappij Chemin de fer Lausanne-Echallens-Bercher wordt opgericht. Deze maatschappij baat de spoorlijn Lausanne - Bercher uit.

### Augustus
- 12 augustus: Het eerst gedeelte van de Bödelibahn tussen Därligen en Interlaken (kanton Bern) wordt geopend. Voortaan is de stad Interlaken aangesloten op het spoorwegennet.

### September
- 5 september: Een brand verwoest 117 gebouwen in het dorp Zernez (kanton Graubünden).
- 13 september: In Airolo (kanton Ticino) beginnen de werkzaamheden voor de aanleg van de Gotthardtunnel aan de zuidzijde.

### Oktober
- 24 oktober: In Göschenen (kanton Uri) beginnen de werkzaamheden voor de aanleg van de Gotthardtunnel aan de noordzijde.

### December
- 7 december: Vanwege zijn tegenkanting tegen een volledige herziening van de Zwitserse Grondwet wordt bij de Zwitserse Bondsraadsverkiezingen van december 1872 zittend Bondsraadslid Jean-Jacques Challet-Venel niet herverkozen. Hij is daarmee na Ulrich Ochsenbein het tweede Bondsraadslid in de Zwitserse geschiedenis dat zich herverkiesbaar stelt, maar niet wordt herverkozen. Eugène Borel uit het kanton Neuchatel wordt verkozen als zijn opvolger.

## Geboren
- 9 februari: Hermann Lindt, politicus (overl. 1937)
- 25 februari: Alice Bailly, kunstschilderes (overl. 1938)
- 20 maart: Lina Stadlin-Graf, juriste en redactrice (overl. 1954)
- 19 april: Emilie Dormann, verpleegster en geestelijke (overl. 1950)
- 12 mei: Louise Lafendel, pedagoge (overl. 1971)
- 25 mei: Fanny Moser, zoöloge (overl. 1953)
- 26 juni: Marguerite Burnat-Provins, Frans-Zwitserse kunstschilderes en schrijfster (overl. 1952)
- 27 september: Karl Scheurer, lid van de Bondsraad (overl. 1929)

## Overleden
- 15 maart: François Jules Pictet de la Rive, zoöloog, entomoloog en paleontoloog (geb. 1809)
- 26 mei: Niklaus Niggeler, advocaat, notaris, bestuurder en politicus (geb. 1817)
- 12 juli: Arnold Escher von der Linth, geoloog (geb. 1807)
- 17 oktober: Johann Baptist Weder, advocaat, redacteur, rechter, bestuurder en politicus (geb. 1800)
- 26 oktober: Felix Wilhelm Kubly, architect (geb. 1802)

1848
· 1849
· 1850
· 1851
· 1852
· 1853
· 1854
· 1855
· 1856
· 1857
· 1858
· 1859
· 1860
· 1861
· 1862
· 1863
· 1864
· 1865
· 1866
· 1867
· 1868
· 1869
· 1870
· 1871
· 1872
· 1873
· 1874
· 1875
· 1876
· 1877
· 1878
· 1879
· 1880
· 1881
· 1882
· 1883
· 1884
· 1885
· 1886
· 1887
· 1888
· 1889
· 1890
· 1891
· 1892
· 1893
· 1894
· 1895
· 1896
· 1897
· 1898
· 1899
· 1900
· 1901
· 1902
· 1903
· 1904
· 1905
· 1906
· 1907
· 1908
· 1909
· 1910
· 1911
· 1912
· 1913
· 1914
· 1915
· 1916
· 1917
· 1918
· 1919
· 1920
· 1921
· 1922
· 1923
· 1924
· 1925
· 1926
· 1927
· 1928
· 1929
· 1930
· 1931
· 1932
· 1933
· 1934
· 1935
· 1936
· 1937
· 1938
· 1939
· 1940
· 1941
· 1942
· 1943
· 1944
· 1945
· 1946
· 1947
· 1948
· 1949
· 1950
· 1951
· 1952
· 1953
· 1954
· 1955
· 1956
· 1957
· 1958
· 1959
· 1960
· 1961
· 1962
· 1963
· 1964
· 1965
· 1966
· 1967
· 1968
· 1969
· 1970
· 1971
· 1972
· 1973
· 1974
· 1975
· 1976
· 1977
· 1978
· 1979
· 1980
· 1981
· 1982
· 1983
· 1984
· 1985
· 1986
· 1987
· 1988
· 1989
· 1990
· 1991
· 1992
· 1993
· 1994
· 1995
· 1996
· 1997
· 1998
· 1999
· 2000
· 2001
· 2002
· 2003
· 2004
· 2005
· 2006
· 2007
· 2008
· 2009
· 2010
· 2011
· 2012
· 2013
· 2014
· 2015
· 2016
· 2017
· 2018
· 2019
· 2020
· 2021
· 2022
· 2023